# 小山中
小山中（しょうせんちゅう）は、664年から685年まで日本で用いられた冠位である。26階中17位で上が小山上、下が小山下である。

## 解説
天智天皇3年（664年）2月9日の冠位二十六階で、小山上と小山下の間に挿入して設けられた。
天武天皇14年（685年）1月21日の冠位四十八階で冠位の命名方法が一新したときに廃止された。

## 小山中の人物
『日本書紀』にこの冠位で見えるのは、大化3年（647年）に新羅から帰国した中臣押熊である。しかし冠位二十六階の制定以前のことで、小山中はありえない。ともに新羅から帰った高向黒麻呂（高向玄理）は小徳と当時の冠位で書かれており、錯綜がある。押熊の冠位は後のものであろう。
- 中臣押熊 - 大化3年（647年）。遣新羅使。